# پینیا
پینیا (به ایتالیایی: Pigna) یک کومونه در ایتالیا است که در استان ایمپریا واقع شده‌است.

## خصوصیات
پینیا ۵۳٫۷ کیلومترمربع مساحت و ۹۳۳ نفر جمعیت دارد و ۲۸۰ متر بالاتر از سطح دریا واقع شده‌است.